# Peleteria qutu
Peleteria qutu är en tvåvingeart som beskrevs av Chao 1979. Peleteria qutu ingår i släktet Peleteria och familjen parasitflugor. Inga underarter finns listade i Catalogue of Life.